# Roger Brûlart de Puysieulx
Roger Brûlart, marquis de Sillery, vicomte de Puysieulx, dit « marquis de Puysieulx », baron de Fontaine, seigneur de Verzenay et de Ludes, baptisé le 1er avril 1640, mort le 28 mars 1719 à Paris, est un militaire et diplomate français.

## Biographie

### Origine et enfance
Le château de Puysieulx et la terre de Sillery sont aux environs de Reims. On ignore la date et le lieu de naissance de Roger Brûlart. Il est baptisé le 1er avril 1640 dans l'église Saint-Eustache, à Paris. Il est l'aîné des onze enfants de Louis Roger Brûlart, marquis de Sillery, vicomte de Puysieulx, mestre de camp d'un régiment d'infanterie. Sa mère est Marie-Catherine de La Rochefoucauld (1622-1698), sœur de François VI, l'auteur des Maximes. Roger a pour grand-père paternel Pierre IV Brûlart, marquis de Sillery, vicomte de Puysieulx, secrétaire d'État en 1606, disgracié par Richelieu en 1624.

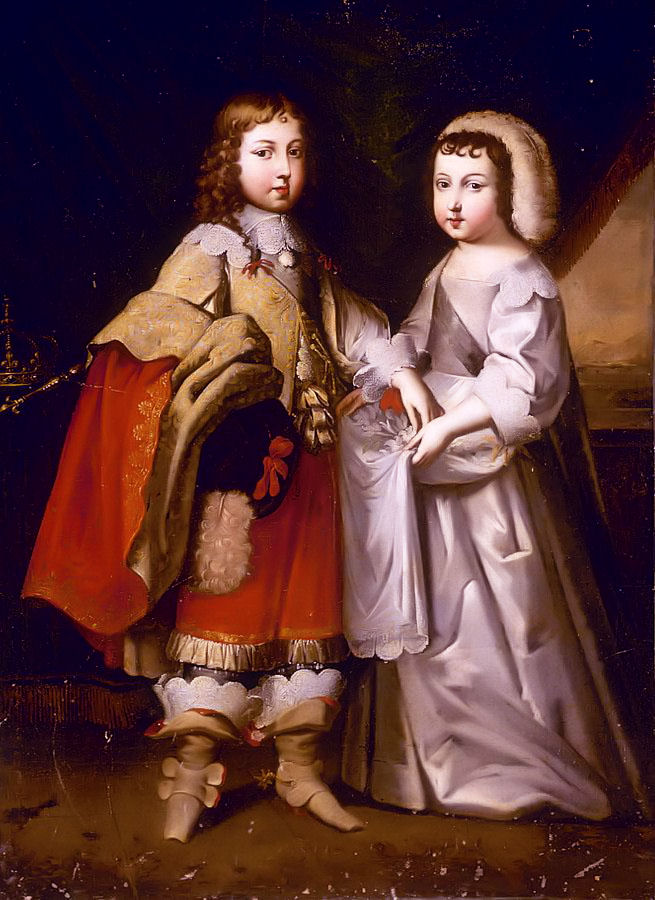
et son frère Philippe en 1645.

L'épouse de Pierre IV, Charlotte d'Étampes, grand-mère de Roger, est, dit Saint-Simon, « dans l'intime confiance » de la reine Anne d'Autriche. Louis XIV et son frère Philippe, dans leur enfance, sont très souvent chez elle. C'est ainsi que le petit Roger devient un compagnon de jeu de Louis XIV. À l'issue d'une partie de colin-maillard, le roi, six ans, promet à Roger, quatre ans, de lui remettre, quand il sera devenu « le maître », l'ordre du Saint-Esprit. Soixante ans plus tard, en 1704, Puysieulx lui rappellera sa promesse, que Louis XIV honorera.
L'un des frères de Roger, Carloman Philogène Brûlart, chevalier de Sillery, dit le « comte de Sillery », est  premier écuyer du prince de Conti et colonel-lieutenant du régiment d'infanterie de celui-ci,. Un autre de ses frères, Fabio Brûlart de Sillery, est évêque d'Avranches, puis de Soissons.

### Carrière militaire (1655-1698)
Roger Brûlart, vicomte de Puysieulx, embrasse très jeune la carrière des armes. En 1655, à 15 ans, il sert en tant que capitaine au régiment de Turenne, dans la guerre franco-espagnole,. En 1656, au siège de Valenciennes, il a la mâchoire brisée,. En 1657, il participe au siège de Montmédy et à la prise de Mardyck.

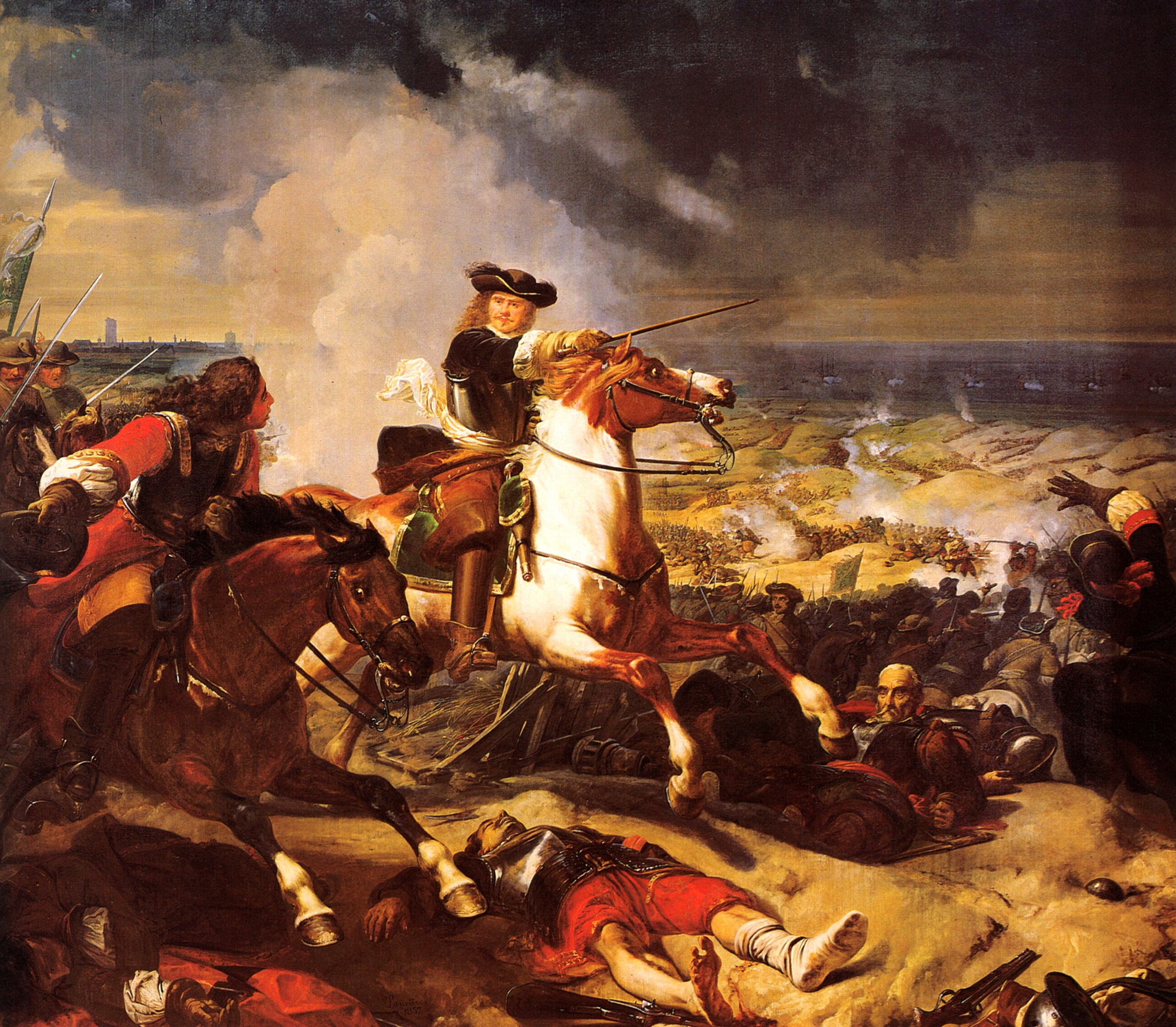
Turenne à la Bataille des Dunes (1658).

Il prend part à la campagne des Flandres de 1658. Il combat à la bataille des Dunes. Il est au siège de Bergues, à celui de Dixmude, à celui de Furnes, à celui d'Audenarde, à celui de Menin et à celui d'Ypres.
En 1664, seule fois où il s'absente du régiment de Turenne, il est volontaire en Hongrie, sous le comte de Coligny, lieutenant général. Il combat à Saint-Gothard, le 1er août.
Le 3 mai 1665, il est fait lieutenant-colonel du régiment de Turenne. En 1666, la France intervient dans les Provinces-Unies en envoyant un corps expéditionnaire que mène François de Pradel, lieutenant général. À cette occasion, Puysieulx prend le commandement du régiment de Turenne.

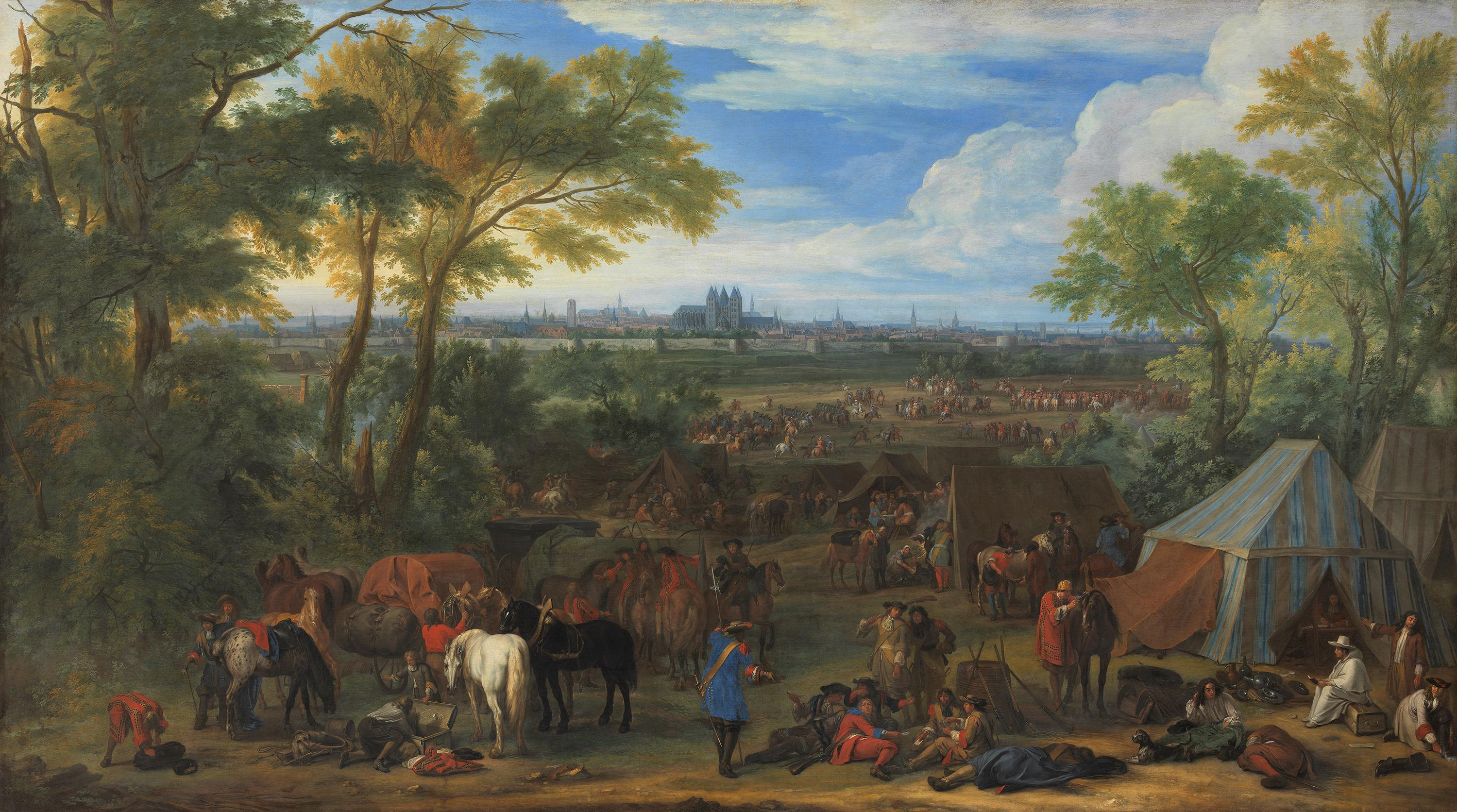
Siège de Tournai (1667).

Dans la guerre de Dévolution, en 1667, il est à la prise de Charleroi, à celle d'Ath, à celle de Tournai, à celle de Douai, à celle de Lille. Le 18 août 1668, il est fait grand bailli et gouverneur d'Épernay.
Dans la Guerre de Hollande, en 1672, il combat à la prise de Maaseik, à celle de Saint-Trond, à celle de Tongres, à celle de Rees, à celle d'Arnhem à celle de Schenkenschanz, à celle de Nimègue, à celle du fort de Crèvecœur. Le 20 août, il est créé brigadier d'infanterie. Il participe à la prise de l'île de Nederhemert et de la place de Zaltbommel.

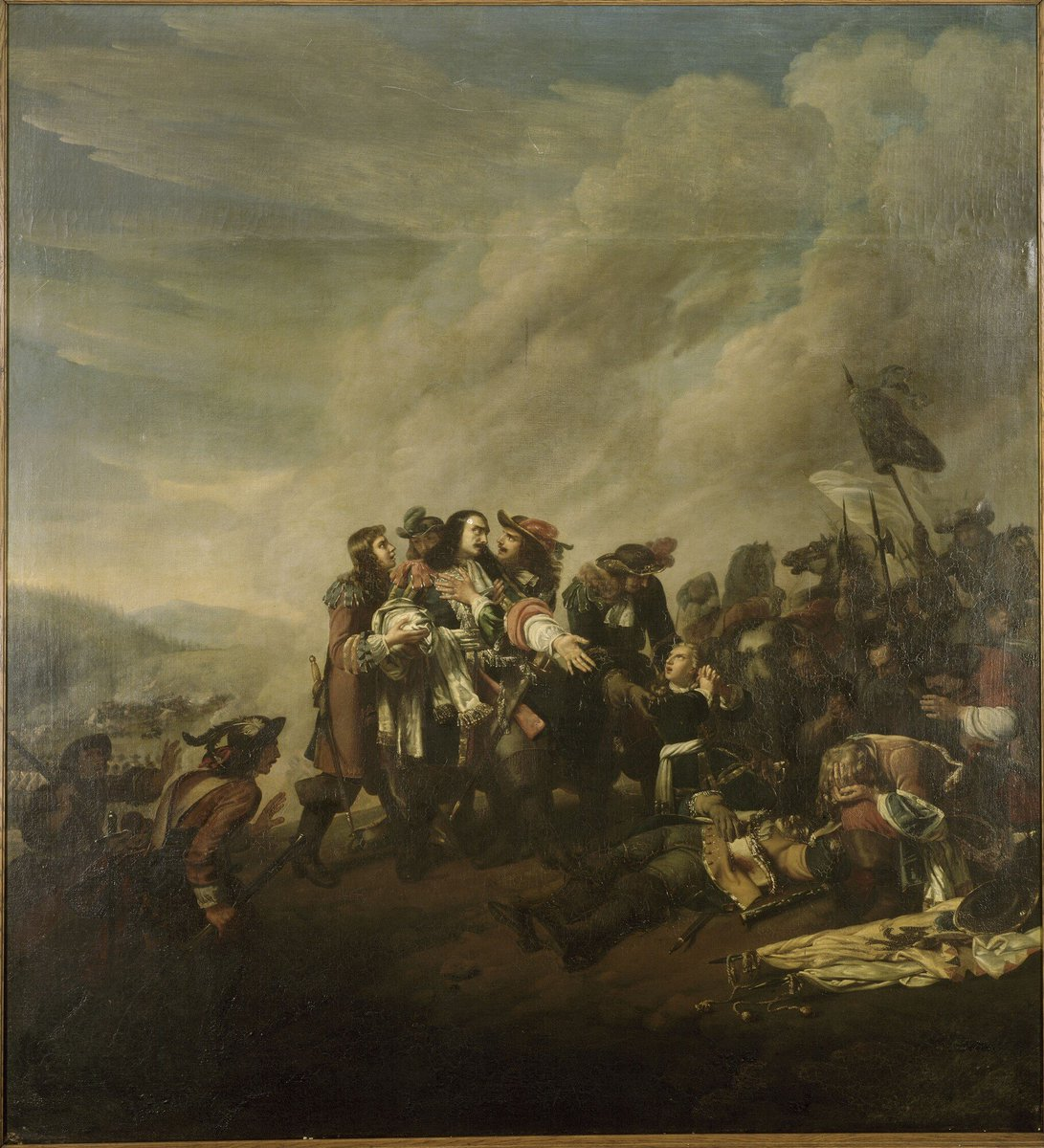
Mort de Turenne à la bataille de Salzbach, en 1675.

Il sert en 1673 dans la campagne d'Allemagne de Turenne. En 1674, il combat à Sinsheim. À Entzheim, il est blessé à l'épaule et au bras d'un coup de mousquet.
Le 24 février 1675, il reçoit le commandement de Verdun et du pays Verdunois. Cette année-là, il sert encore sous Turenne. Après la mort de celui-ci à Salzbach (27 juillet), il combat à Altenheim (1er août). Le 13 août, le roi donne le régiment de Turenne au duc du Maine. Le lendemain, Puysieulx en devient le colonel-lieutenant. Le 25 février 1676, il est fait maréchal de camp,.
Mais la mort de Turenne, son protecteur, marque un tournant dans la carrière de Puysieulx. Il est désormais livré à la haine de Louvois qui, depuis plusieurs années déjà, entrave son avancement,. Louvois en effet reproche au père de Puysieulx d'avoir fomenté « une liaison étroite de Monsieur le Prince et de monsieur de Turenne » pour qu'ils soient d'un même avis dans les conseils où il est question de guerre,. Puysieulx va rester 20 ans maréchal de camp, de 1676 à 1696.
Le 7 août 1679, il est nommé gouverneur d'Huningue,,, ce qui représente pour lui « une sorte de limogeage » ordonné par Louvois. Il se démet alors de son commandement de Verdun, et, en décembre, du commandement du régiment du Maine.
En 1685, il devient intendant des fortifications de Picardie et de Champagne. Il cumule cet emploi avec son gouvernement d'Huningue.
Le 19 mars 1691, son père, le marquis de Sillery, meurt. Vicomte de Puysieulx, Roger Brûlart devient en plus marquis de Sillery, mais le nom d'usage va être « marquis de Puysieulx ». Louvois meurt en juillet.
En 1694, Puysieulx devient seigneur de Niedersteinbrunn, en Alsace. Le 20 juin 1695, il assure par intérim le commandement en chef en Alsace, en remplacement du marquis d'Huxelles,. Le 3 janvier 1696, il est créé lieutenant général des armées du roi. Il sert dans l'armée du Rhin en cette qualité en 1696 et 1697, tout en conservant le commandement en Alsace.

### Ambassadeur en Suisse (1697-1708)
Le 3 décembre 1697, Louis XIV le nomme à Soleure, en tant qu'ambassadeur auprès des cantons suisses. Il succède à Michel-Jean Amelot de Gournay,.

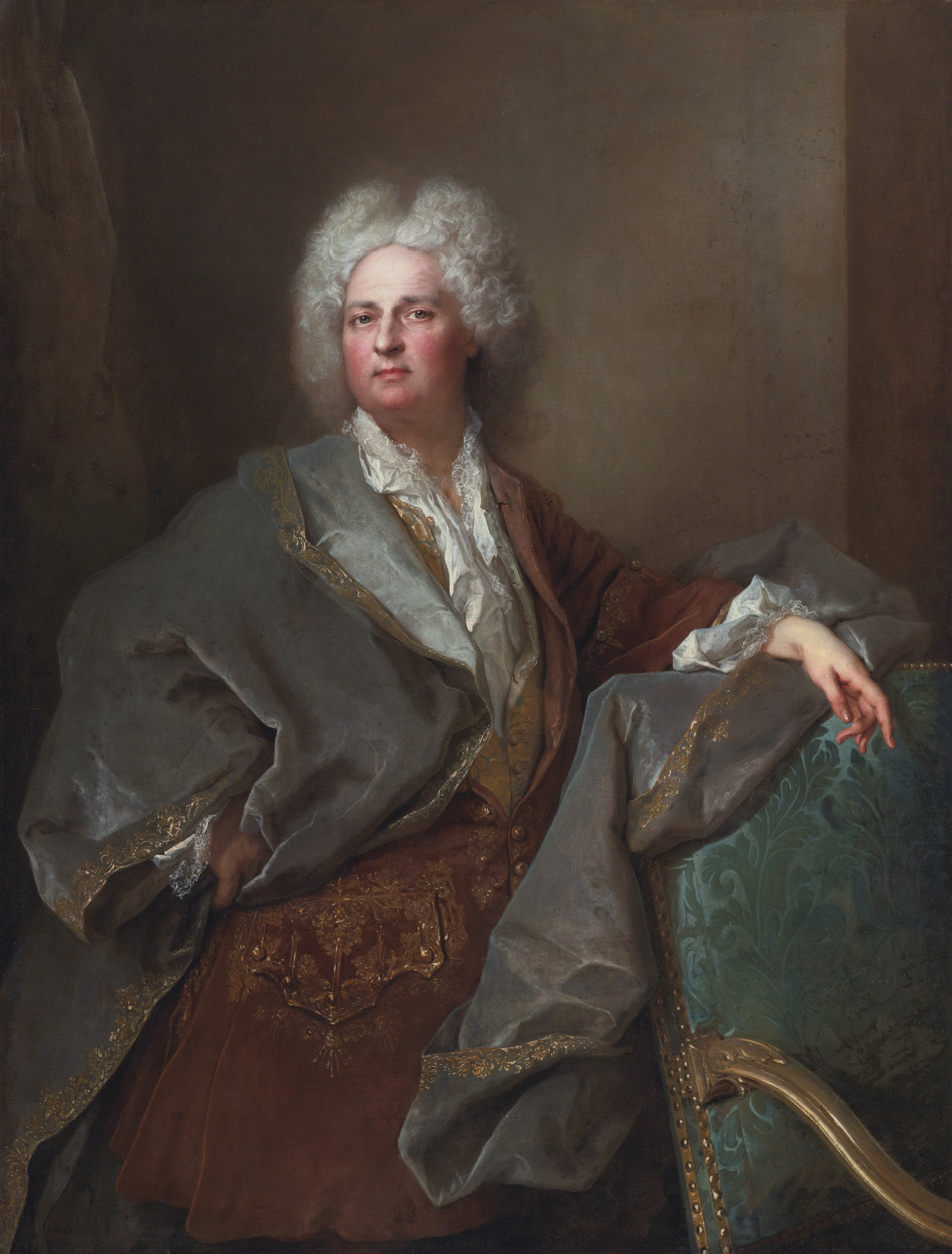
Jean Victor de Besenval, par Largillierre.

Après le traité de paix de Ryswick (1697), les effectifs des troupes suisses employées par le roi de France fondent de 37 000 à 14 000 hommes. La solde passe de 6 à 5 écus. Les confédérés en sont mécontents. Puysieulx va longuement négocier avec eux. En 1699, il réussit à résoudre le conflit relatif à la solde.
Alors que s'ouvre la guerre de Succession d'Espagne (1701-1714), Puysieulx s'attache à maintenir de bons rapports entre la France et les cantons catholiques, mais aussi avec les cantons protestants, que la révocation de l'édit de Nantes, en 1685, a irrités contre Louis XIV. Durant cette période, appuyé par l'avoyer soleurois Jean Victor de Besenval, Puysieulx recrute à diverses reprises des mercenaires suisses pour Louis XIV.
À ses retours d'ambassade, Puyseult a le privilège d'une audience en tête-à-tête avec le roi. Seul le ministre Torcy est traité sur un tel pied « d'amitié et de familiarité ». Le 1er décembre 1704, Louis XIV lui annonce qu'il le crée chevalier de l'ordre du Saint-Esprit, en vertu de la promesse qu'il lui a faite soixante ans auparavant, lorsque tous deux étaient enfants. Puysieulx est reçu dans cet ordre le 1er janvier 1705,. Le 18 février 1707, le roi le nomme conseiller d'État d'épée. Le 25 avril, Puysieulx perd son fils unique Félix, brigadier d'infanterie, à la bataille d'Almansa.
En juin 1707, meurt Marie d'Orléans, duchesse de Nemours, princesse de Neuchâtel. Plusieurs prétendants français se disputent alors la succession de Neuchâtel. Mais les états protestants s'accordent sur Frédéric, électeur de Brandebourg et roi de Prusse. Lorsque Louis XIV ordonne à Puysieulx d'intervenir fermement pour imposer un Français quel qu'il soit, il est trop tard : « L'affaire en était faite, dit Saint-Simon, les cantons engagés sans moyens de se dédire. »
Puysieulx finit par s'ennuyer en Suisse, et obtient d'être remplacé. En juin 1708, son ambassade prend fin. Il meurt à Paris des suites d'une indigestion le 28 mars 1719.

## Portrait
« C'était, dit Saint-Simon, un petit homme fort gros et entassé, plein d'esprit, de traits et d'agrément, tout à fait joyeux, doux, poli et respectueux, et le meilleur homme du monde. Il savait beaucoup, avec goût, et avec une grande modestie ; il était d'excellente compagnie, et un répertoire de mille faits curieux. Tout le monde l'aimait. »

## Famille
De son mariage le 7 mars 1668 avec Claude Godet, dame de Reyneville et de Marc, naissent : 
- Félix François, colonel d'un régiment d'infanterie, brigadier des armées du roi, mort en 1707 à la bataille d'Almansa[28] ;
- Catherine Françoise (1671-1750), seconde épouse de Pierre Allemand, comte de Montmartin[34] ;
- Gabrielle Charlotte Élisabeth (1671-1740), épouse de François Joseph, marquis de Blanchefort[35] ;
- Anne Claudine, épouse de son cousin Pierre Brûlart, marquis de Genlis, morte en 1737[34].

## Écrits et discours
- Lettres de Puysieulx à Mabillon : 1683-1707, Bibliothèque nationale de France ms. fr. 19656, f. 157r-178r[36].
- Copie de la lettre écrite par S. E. M. de Puisieux, ambassadeur en Suisse, à M. d'Affry, gouverneur de Neuchatel, datée de Soleure, du 21 avril 1699, sans lieu ni date[37].
- Discours prononcé par Son Excellence monseigneur le marquis de Puyzieulx, ambassadeur de France ; à la diète générale des LL. Cantons. À Soleure, le 18 février 1704, sans lieu, [1704][38].
- Lettre, de son excellence monseigneur le marquis de Puyzieulx chevalier des ordres du Roy, lieutenant general de ses armées, gouverneur d'Huningue & d'Epernay, ambassadeur de Sa Majesté en Suisse aux 13. loüables cantons & coalliés de la Suisse assemblez a Bade, du 18 mars 1706, sans lieu, [1706][39].
- Discours prononcé à la diette générale de la Suisse, par S. Exc. Mgr le Mis de Puysieulx […] à Bade, le 10 juillet 1706, sans lieu, 1706[40].
- Mémoire de S. Exc. Mgr le Mis de Puyzieulx […] ambassadeur de S. M. en Suisse, présenté le 11 octobre 1707 à M. le Gouverneur et à MM. du Conseil d'Estat de la Souveraineté de Neufchastel et de Vallangen, remis aussy le mesme jour à MM. les quatre ministraux, Conseil et Communauté de la ville de Neufchastel, sans lieu ni date[41].
- Mémoire de S. Exc. Mgr le Mis de Puyzieulx […] ambassadeur de S. M. en Suisse, présenté le 17 octobre 1707 à M. le gouverneur et à MM. du Conseil d'Estat de la souveraineté de Neufchastel et de Vallangin…, sans lieu ni date[42].

## Iconographie
Portrait de Roger Brûlart de Puysieulx âgé de 64 ans, peint par Hyacinthe Rigaud. Huile sur toile, 66,7 × 50,8 cm. Il est conservé à Adare, en Irlande, dans la collection des comtes de Dunraven. Le paiement du tableau est inscrit aux livres de comptes de Rigaud en 1704. Mais deux lettres remettent la date en question : le 17 janvier 1705, le portrait n'est pas terminé.